# Achain
Achain é uma comuna francesa na região administrativa de Grande Leste, no departamento de Mosela. Estende-se por uma área de 4,79 km². Em 2010 a comuna tinha 81 habitantes (densidade: 16,9 hab./km²).